# 17 септември
17 септември е 260-ият ден в годината според григорианския календар (261-ви през високосна година). Остават 105 дни до края на годината.

## Събития
- 1156 г. – Основано е херцогство Австрия.
- 1176 г. – Византийско-селджукски конфликти: В Битката при Мариокефалон Византия губи надеждите си за отвоюване на Мала Азия от турците.
- 1422 г. – в Белград умира последният български цар Константин II Асен, с което де юре се слага краят на средновековната българска държавност.
- 1598 г. – Нидерландски моряци откриват остров Мавриций.
- 1787 г. – Във Филаделфия (Пенсилвания) е подписана Конституцията на САЩ.
- 1789 г. – Английският астроном Уилям Хершел открива Мимас – естествен спътник на Сатурн.

- 1871 г. – Официално е открит Монсениският тунел – първият жп тунел, свързващ Франция и Италия през Алпите (дължина 13 700 м).
- 1877 г. – Руско-турска война (1877-1878): Третата битка при Шипка: Руските войски отблъскват последната атака на османците срещу Шипченския проход.
- 1915 г. – На аудиенция на лидерите на опозиционните партии при цар Фердинанд I, Александър Стамболийски го заплашва, за което е арестуван и осъден на доживотен затвор, а Александър Малинов е поставен под домашен арест.
- 1939 г. – Втората световна война: СССР се присъединява към нахлуването на Нацистка Германия в Полша по време на Полската кампания.
- 1941 г. – Втората световна война: В СССР е въведено задължително обучение на цивилното население по военно дело.
- 1965 г. – Полет 292 на „Пан Ам“ се удря във връх Шанс Маунтин на остров Монсерат по време на полет от Мартиника до Антигуа и Барбуда. Самолетът е унищожен и всички 30 пътници и екипаж на борда умират.
- 1978 г. – Подписан е договорът от Кемп Дейвид между Израел и Египет.
- 1988 г. – Състои се церемонията по откриване на XXIV летни олимпийски игри в Сеул, Южна Корея.
- 1991 г. – Латвия, Литва, Естония, Северна Корея и Южна Корея са приети за членове на ООН.
- 2011 г. – В Ню Йорк започва протестното движение Окупирай Уол Стрийт.

## Родени
- 1006 г. – Петър Дамиани, средновековен теолог († 1072 г.)
- 1550 г. – Павел V, римски папа († 1621 г.)
- 1580 г. – Франсиско де Кеведо, испански писател († 1645 г.)
- 1688 г. – Мария-Луиза Савойска, кралица на Испания († 1714 г.)
- 1743 г. – Жан-Антоан дьо Кондорсе, френски писател († 1794 г.)
- 1797 г. – Хайнрих Кул, германски зоолог († 1821 г.)
- 1826 г. – Бернхард Риман, германски математик († 1866 г.)
- 1835 г. – Михаил Петрович Клодт, руски художник, передвижник († 1914 г.)
- 1857 г. – Константин Циолковски, руски учен († 1935 г.)
- 1859 г. – Панайот Пеев, български военен деец († 1935 г.)
- 1863 г. – Виго Стукенберг, датски писател († 1905 г.)
- 1864 г. – Анагарика Дхармапала, индийски идеолог († 1933 г.)
- 1869 г. – Антон Бузуков, български революционер († неизв.)
- 1869 г. – Кристиан Лоус Ланге, норвежки дипломат, Нобелов лауреат († 1938 г.)
- 1879 г. – Борис Стрезов, български революционер († 1947 г.)
- 1883 г. – Уилям Карлос Уилямс, американски писател († 1963 г.)
- 1886 г. – Димо Казасов, български политик († 1980 г.)
- 1887 г. – Димитър Савов, български предприемач († 1951 г.)
- 1888 г. – Ерих-Хайнрих Кльоснер, германски офицер († 1976 г.)
- 1893 г. – Вилибалд Боровиц, германски офицер († 1945 г.)
- 1898 г. – Христо Смирненски, български поет, сатирик и преводач († 1923 г.)
- 1900 г. – Михаил Катуков, съветски офицер († 1976 г.)
- 1909 г. – Макс Верли, швейцарски литературовед († 1998 г.)
- 1916 г. – Юмжагийн Цеденбал, монголски функционер († 1991 г.)
- 1922 г. – Агостиньо Нето, президент на Ангола († 1979 г.)
- 1924 г. – Цанко Цанков, български учен
- 1929 г. – Стърлинг Мос, британски пилот от Формула 1 († 2020 г.)
- 1930 г.
  - Едгар Мичъл, американски астронавт († 2016 г.)
  - Томас Стафорд, американски астронавт 2024
- 1931 г. – Ан Банкрофт, американска актриса († 2005 г.)
- 1931 г. – Стоил Косовски, български граничар († 1952 г.)
- 1933 г. – Стефан Димитров, български режисьор († 1990 г.)
- 1935 г. – Кен Киси, американски писател († 2001 г.)
- 1942 г. – Казимир Попконстантинов, български учен
- 1942 г. – Петър Киров, български борец
- 1943 г. – Васил Митков, български футболист († 2002 г.)
- 1944 г. – Райнхолд Меснер, австрийски алпинист, пръв изкачил Еверест без кислороден апарат
- 1948 г. – Алекс Болдин, български писател († 2017 г.)
- 1948 г. – Кирил Миланов, български футболист († 2011 г.)
- 1950 г. – Минчо Минчев, български цигулар
- 1950 г. – Слави Дамянов, български футболист († 2007 г.)
- 1960 г. – Деймън Хил, британски пилот от Формула 1
- 1965 г. – Брайън Сингър, американски режисьор
- 1966 г. – Наталия Казакова, български политик
- 1968 г. – Анастейша, американска поп певица
- 1969 г. – Кен Дохърти, ирландски играч на снукър
- 1971 г. – Адриана Скленарикова, словашки фотомодел
- 1971 г. – Сергей Барбарез, босненски футболист
- 1977 г. – Ролан Гусев, руски футболист
- 1981 г. – Бакари Коне, котдивоарски футболист
- 1984 г. – Ажда Чаушева, българска певица и поетеса
- 1985 г. – Александър Овечкин, руски хокеист
- 1985 г. – Томаш Бердих, чешки тенисист
- 1985 г. – Юмит Коркмаз, австрийски футболист
- 1986 г. – Паоло Де Челие, италиански футболист
- 1988 г. – Александър Хаджиангелов, български актьор
- 1989 г. – София Джамджиева, българска актриса

## Починали
- 456 г. – Ремист, римски военачалник (* неизв.)
- 672 г. – Рекесвинт, крал на вестготите (* неизв.)
- 1179 г. – Хилдегард от Бинген, германска монахиня (* 1098 г.)
- 1371 г. – Вълкашин Мърнявчевич, крал на Прилеп (* ок. 1320 г.)
- 1371 г. – Иван Углеша Мърнявчевич, деспот на Сяр (* неизв.)
- 1422 г. – Константин II Асен, номинален български цар (* 1369)
- 1485 г. – Педро Арбуес, испански свещеник (* 1441)
- 1621 г. – Роберто Белармино, италиански духовник (* 1542 г.)
- 1665 г. – Филип IV Испански, крал на Испания и Португалия (* 1605 г.)
- 1836 г. – Антоан-Лоран дьо Жусийо, френски ботаник (* 1748 г.)
- 1863 г. – Алфред дьо Вини, френски писател (* 1797 г.)
- 1877 г. – Уилям Фокс Талбот, английски изобретател (* 1800 г.)
- 1886 г. – Ашър Браун Дюранд, американски художник (* 1796 г.)
- 1889 г. – Даниил Похитонов, руски офицер (* 1824 г.)
- 1901 г. – Мирче Ацев, български революционер (* 1859 г.)
- 1919 г. – Емануил Развигоров, български революционер (* 1886 г.)
- 1924 г. – Чудомир Кантарджиев, български революционер (* 1883 г.)
- 1927 г. – Александър Южин, руски драматичен артист (* 1857 г.)
- 1927 г. – Илия Колев, български просветен деец (* неизв.)
- 1927 г. – Никола Христов – Неговански, български революционер (* 1885 г.)
- 1936 г. – Анри Луи льо Шателие, френски химик (* 1850 г.)
- 1938 г. – Михаил Чаков, български революционер (* 1873 г.)
- 1945 г. – Чарлс Спирмън, английски психолог (* 1863 г.)
- 1963 г. – Едуард Шпрангер, германски философ (* 1882 г.)
- 1977 г. – Уилям Шелдън, американски психолог (* 1898 г.)
- 1980 г. – Анастасио Сомоса Дебайле, никарагуански диктатор (* 1925 г.)
- 1984 г. – Юрий Визбор, руски артист (* 1934 г.)
- 1987 г. – Владимир Басов, руски режисьор (* 1923 г.)
- 1991 г. – Людмила Исаева, българска поетеса (* 1926 г.)
- 1994 г. – Карл Попър, британски философ (* 1902 г.)
- 1994 г. – Кирил Игнатов, български политик (* 1913 г.)
- 1999 г. – Гари Кошницки, австралийски шахматист (* 1907 г.)
- 2009 г. – Панайот Узунов, български авиатор (* 1957 г.)
- 2014 г. – Андрий Гусин, украински футболист (* 1971 г.)
- 2018 г. – Кирил Батембергски, български художник (* 1958)

## Празници
- Международен ден за безопасност на пациентите
- Аржентина – Ден на учителя, в чест на Хосе Мануел Естрада (1842 – 1894).
- Чили – Национални празници на Чили (навечерие), Национален ден на уасо
- Хондурас – Ден на учителя
- Перу – Ден на геолога
- Венецуела – Ден на психопедагога
- Православие – Св. мъченици София и трите ѝ дъщери Вяра, Надежда и Любов (Любен, Люба, Любомир, Севда)
- Международен ден в памет на загиналите в Сабра и Шатила – Отбелязва се от 1983 г. с решение на Международната конференция за солидарност с народите на Палестина и Ливан
- България – Празник на град София – С решение на Столичния общински съвет от 25 март 1992 г. църковният празник на мъчениците София, Вяра, Надежда и Любов се определя като празник на града; Празник на град Костинброд – Определен с решение на Общинския съвет от 14 юни 2007 г.; Празник на град Лом – За първи път се празнува на 17 септември 1993 г.; Празник на село Съдиево (област Сливен)
- САЩ – Ден на Конституцията